# Hans-Jürgen Zobel

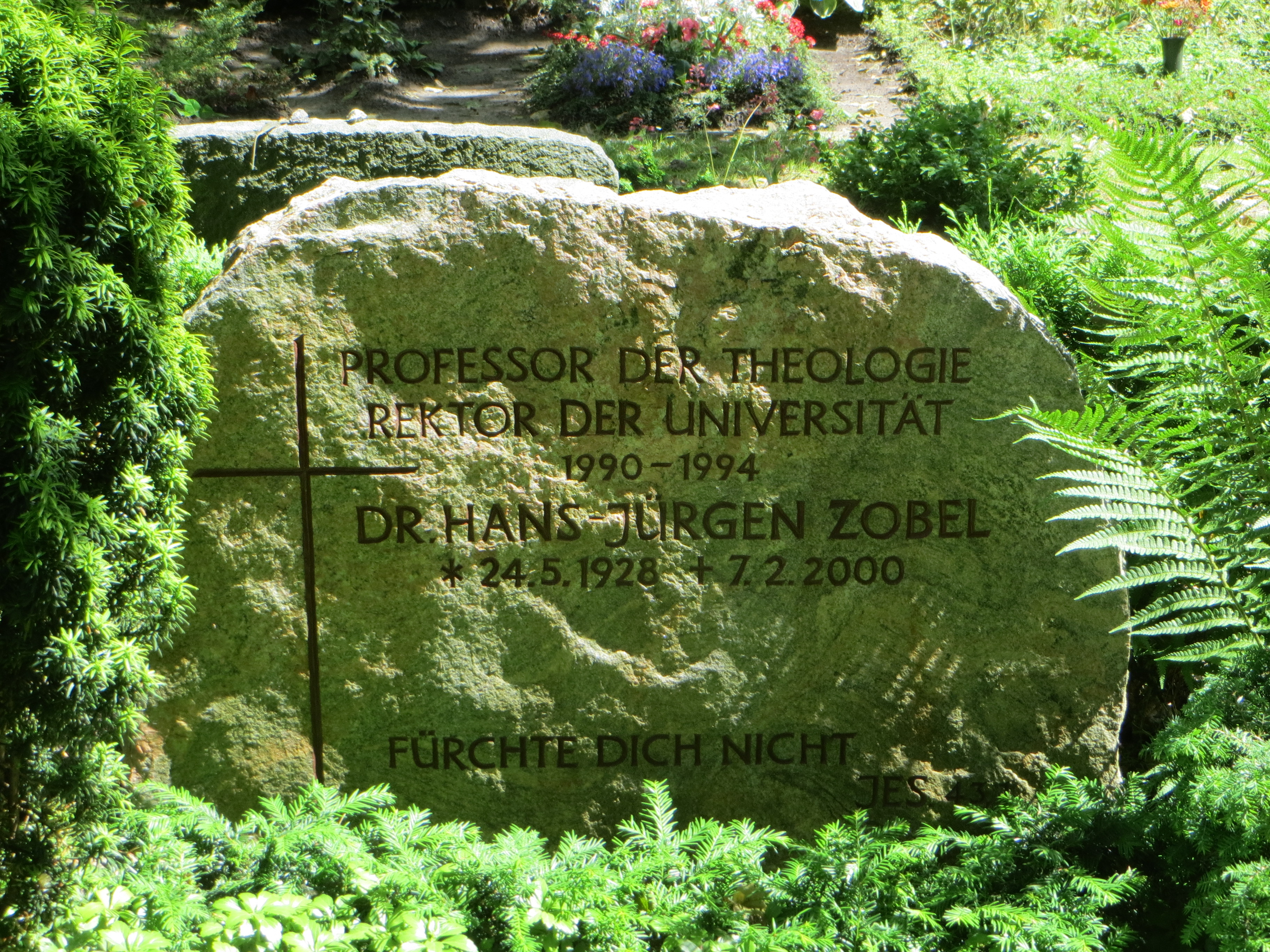
Grab Hans-Jürgen Zobels auf dem Neuen Friedhof in Greifswald

Hans-Jürgen Zobel (* 24. Mai 1928 in Olbernhau; † 7. Februar 2000 in Greifswald) war Professor für Altes Testament, Landtagsabgeordneter in Mecklenburg-Vorpommern, Präses der Synode der Pommerschen Evangelischen Kirche und Rektor der Ernst-Moritz-Arndt-Universität in Greifswald. Zu DDR-Zeiten war er Funktionär der Ost-CDU und nach der Wiedervereinigung Landtagsabgeordneter in Mecklenburg-Vorpommern (1994–1998).

## Leben und Wirken
Geboren in einem evangelischen Pfarrhaus im Erzgebirge, wuchs Hans-Jürgen Zobel im mitteldeutschen Raum um Halle (Saale) auf. Nach seinem Abitur 1947 studierte er zunächst in Tübingen und setzte sein Studium an der Theologischen Fakultät der Martin-Luther-Universität Halle-Wittenberg fort, bestand dort 1952 bzw. 1957 das Erste bzw. Zweite Theologische Examen. Von 1955 bis 1957 war er wissenschaftlicher Assistent bzw. Oberassistent bei dem Hallenser Alttestamentler und Religionsgeschichtler Otto Eißfeldt, bei dem er 1962 promovierte.
Nach seiner Habilitation im Jahre 1966 wurde er 1967 Hochschuldozent und im Jahre 1973 Ordentlicher Professor für Altes Testament an der Theologischen Fakultät der Universität Greifswald.
Nach seiner Herkunft und Überzeugung war Zobel der evangelischen Kirche eng verbunden und beteiligte sich an der Ausbildung kirchlicher Mitarbeiter. Von 1994 bis 1998 leitete er darüber hinaus als Präses die Synode der Pommerschen Evangelischen Kirche.
Im Mai 1990 wurde er zum Rektor der Ernst-Moritz-Arndt-Universität der Hansestadt gewählt und setzte sich in diesem Amt bis 1994 für Wissenschaft und Gesellschaft ein. Ein vom Greifswalder Maler Martin Franz geschaffenes Porträt von Hans-Jürgen Zobel befindet sich in der Greifswalder Professorengalerie.
Am 7. Februar 2000 starb Hans-Jürgen Zobel im Alter von 71 Jahren in Greifswald.

## Politik
Zobel war von 1985 bis 1990 Mitglied des Bezirksvorstandes der Ost-CDU, die nach der friedlichen Revolution in die CDU überging. Als Mitglied der CDU Mecklenburg-Vorpommern wurde er bei der Landtagswahl in Mecklenburg-Vorpommern 1994 im Landtagswahlkreis Greifswald direkt in den Landtag Mecklenburg-Vorpommern gewählt, wo er sich als Kulturpolitiker einen Namen machte. Außerdem engagierte er sich in der Konrad-Adenauer-Stiftung.

## Sonstige Funktionen
- Vorsitzender des Rates der Stiftung Hochschulrektorenkonferenz
- Mitglied des Verwaltungsrates der Konrad-Adenauer-Stiftung
- Mitglied des Rates der Stiftung Pommern

## Werke
Im Schriftenverzeichnis der Theologischen Fakultät in Greifswald sind mehr als 230 Titel angeführt, u. a.:
- Stammesspruch und Geschichte, 1965
- zusammen mit Karl-Martin Beyse: Das Alte Testament und seine Botschaft, 1984
- Altes Testament – Literatursammlung und Heilige Schrift, 1993